# Железы Скина
Железы Скина (англ. Skene's glands), также называемые преддверные железы, малые вестибулярные железы (англ. lesser vestibular), парауретральные железы (англ. periurethral glands), женская предстательная железа, — небольшие анатомические образования, расположенные на передней стенке влагалища, вокруг нижнего конца мочеиспускательного канала, по всему губчатому телу женского мочеиспускательного канала и гомологичны мужской предстательной железе.
Железы открываются в мочеиспускательный канал и возле его наружного отверстия. Они окружены соединительной тканью, которая содержит часть клитора, которая простирается во влагалище и переполняется кровью во время полового возбуждения.
Эти железы названы так в честь Александра Скина, врача, который первым описал их в западной медицинской литературе.

## Связь желёз Скина сженской эякуляцией
В исследовании 2022 года показано, что основным компонентом при женской эякуляции является моча. Специализированные парауретральные железы Скина под сильной половой стимуляцией образуют щелочную жидкость, которая в химическом отношении подобна семенной жидкости мужчин. Было доказано, что большое количество смазывающей жидкости (профильтрованной плазмы крови) может секретироваться этими железами при стимуляции, проводимой изнутри влагалища.
Некоторые полагают, что именно железы Скина служат источником женской эякуляции. В 2002 году исследователь Эмануэле Джанини из университета Л’Акуила в Италии показал, что железы Скина — это возможное объяснение феномену женской эякуляции и причина частого отрицания его существования. Железы Скина обладают весьма варьирующейся анатомией, и в некоторых крайних случаях, как предполагается, полностью отсутствуют. Если железы Скина служат причиной женской эякуляции и оргазмов, обусловленных стимуляцией точки G, это может объяснить наблюдаемое отсутствие женской эякуляции и оргазмов у многих женщин.

## Предстательная железа женщины
Поскольку железы Скина всё более и более воспринимаются лишь как разные версии одной и той же предстательной железы, некоторые исследователи перестают их называть железами Скина и определяют их как женскую предстательную железу. Та жидкость, которая выделяется во время женской эякуляции, обладает составом, подобным жидкости, образуемой у мужчин в предстательной железе, содержащей биохимические маркеры половой функции, типа человеческого белка 1 и фосфодиэстеразы 5. При исследовании с помощью электронного микроскопа обе железы показывают схожие структуры секреции, и обе действуют похоже при исследовании на простатоспецифический антиген и на простатоспецифическую кислую фосфатазу.

## Губчатое тело мочеиспускательного канала
Губчатое тело мочеиспускательного канала — это губчатое тканевое образование, расположенное в малом тазу женщины между лобковой костью и передней стенкой влагалища, которое окружает мочеиспускательный канал. Оно содержит железы Скина, которые, возможно, участвуют в женской эякуляции.

### Функции, выполняемые губчатым телом
Губчатое тело мочеиспускательного канала состоит из эректильной ткани; во время полового возбуждения оно переполняется кровью, сдавливая мочеиспускательный канал, помогая предупредить мочеиспускание в течение полового акта (наряду с копчиково-лобковой мышцей). Губчатое тело мочеиспускательного канала также окружает срамной нерв, идущий к клитору, а поскольку оба образования взаимосвязаны, стимуляция клитора, вероятно, стимулирует нервные окончания мочеиспускательного канала в губчатом теле..

### Связь губчатого тела мочеиспускательного канала с точкой G
Часто губчатое тело мочеиспускательного канала считают синонимом точки G (зона Грэфенберга), хотя некоторые полагают, что они различны.

## Примечание
1. ↑  Архивированная копия. Дата обращения: 17 июля 2009. Архивировано из оригинала 7 июля 2009 года.
2. ↑  Zaviacic M, Jakubovská V, Belosovic M, Breza J (2000). «Ultrastructure of the normal adult human female prostate gland (Skene’s gland)». Anat Embryol (Berl) 201 (1): 51-61. PMID 10603093.
3. ↑  Skene’s glands at Who Named It?
4. ↑  Skene A (1880). «The anatomy and pathology of two important glands of the female urethra». Am J Obs Dis Women Child 13: 265-70.
5. ↑  «Enhanced visualization of female squirting». International Journal of Urology. Volume29, Issue11 November 2022. Дата обращения: 4 апреля 2023. Архивировано 4 апреля 2023 года.
6. ↑  Jannini E, Simonelli C, Lenzi A (2002). «Sexological approach to ejaculatory dysfunction». Int J Androl 25 (6): 317-23. doi:10.1046/j.1365-2605.2002.00371.x. PMID 12406363.
7. ↑  Jannini E, Simonelli C, Lenzi A (2002). «Disorders of ejaculation». J Endocrinol Invest 25 (11): 1006-19. PMID 12553564.
8. ↑  Zaviacic, Z; RJ Ablin. (January 2000). «The female prostate and prostate-specific antigen. Immunohistochemical localization, implications of this prostate marker in women and reasons for using the term „prostate“ in the human female». Histol Histopathol. 15 (1): 131-42. PMID 10668204.
9. ↑  Kratochvíl S (1994). «Orgasmic expulsions in women». Cesk Psychiatr 90 (2): 71-7. PMID 8004685.
10. ↑  Zaviacic, M; L Danihel, M Ruzicková, J Blazeková, Y Itoh, R Okutani, T Kawai. (March 1997). «Immunohistochemical localization of human protein 1 in the female prostate (Skene’s gland) and the male prostate». Histochem J. 29 (3): 219-27. doi:10.1023/A:1026401909678. PMID 9472384.
11. ↑  Zaviacic, Z; V Jakubovská, M Belosovic, J Breza. (January 2000). «Ultrastructure of the normal adult human female prostate gland (Skene’s gland)». Anat Embryol (Berl). 201 (1): 51-61. PMID 10603093. http://link.springer.de/link/service/journals/00429/bibs/0201001/02010051.htm (недоступная+ссылка). Retrieved on 2007-06-22.
12. ↑  Zaviacic, Z; M Ruzicková, J Jakubovský, L Danihel, P Babál, J Blazeková. (November 1994). «The significance of prostate markers in the orthology of the female prostate». Bratisl Lek Listy. 95 (11): 491-7. PMID 7533639.
13. ↑  Wernert, N; M Albrech, I Sesterhenn, R Goebbels, H Bonkhoff, G Seitz, R Inniger, K Remberger. (1992). «The 'female prostate': location, morphology, immunohistochemical characteristics and significance». Eur Urol. 22 (1): 64-9. PMID 1385145
14. ↑  Tepper, SL; J Jagirdar, D Heath, SA Geller. (May 1984). «Homology between the female paraurethral (Skene’s) glands and the prostate. Immunohistochemical demonstration». Arch Pathol Lab Med. 108 (5): 423-5. PMID 6546868.
15. ↑  Pollen, JJ; A. Dreilinger (March 1984). «Immunohistochemical identification of prostatic acid phosphatase and prostate specific antigen in female periurethral glands». Urology. 23 (3): 303-4. doi:10.1016/S0090-4295(84)90053-0. PMID 6199882.
16. ↑  Chalker R. «The Clitoral Truth», page 46 Seven Stories Press 2000 ISBN 1-58322-038-0
17. ↑  Levine S. et al. «Handbook of Clinical Sexuality», page 180 Brunner-Routledge 2003 ISBN 1-58391-331-9
18. ↑  The Esybron Institute — Female Sexuality Research Center. Дата обращения: 16 июля 2009. Архивировано из оригинала 18 декабря 2008 года.